# Hrabstwo Paulding (Ohio)
Hrabstwo Paulding (ang. Paulding County) – hrabstwo w stanie Ohio w Stanach Zjednoczonych. Obszar całkowity hrabstwa obejmuje powierzchnię 418,90 mil2 (1 084,95 km²). Według danych z 2010 r. hrabstwo miało 19 614 mieszkańców. Hrabstwo powstało 1 kwietnia 1820 roku i nosi imię Johna Pauldinga - członka milicji stanu Nowy Jork, który brał udział w ujęciu Johna Andréa, brytyjskiego szpiega podczas wojny o niepodległość Stanów Zjednoczonych.

## Sąsiednie hrabstwa
- Hrabstwo Defiance (północ)
- Hrabstwo Putnam (wschód)
- Hrabstwo Van Wert (południe)
- Hrabstwo Allen (Indiana) (zachód)

## Wioski
- Antwerp
- Broughton
- Cecil
- Grover Hill
- Haviland
- Latty
- Melrose
- Oakwood
- Paulding
- Payne
- Scott